# 십.건.피
《십.건.피》는 TV조선에서 평일 오전 11시 10분에 방송하는 예능 프로그램이다.

## MC
- 권도예

## 동시간대 경쟁 프로그램
- 최고의 요리비결 (EBS 1TV)